# 克里斯·爱德考克
克里斯·爱德考克（英語：Chris Adcock，1989年4月27日—），出生於英格蘭莱斯特，英格蘭著名男子羽毛球運動員，專長雙打項目，其中最为突出的项目是混雙。他曾赢得2007年欧青賽男雙冠軍、2007年世青賽混雙亚軍。後與混雙搭檔加布里結婚，兩人组合最高世界排名第四位，曾獲兩屆大英國協運動會金牌（2014年、2018年）、兩次欧洲羽毛球錦標賽冠军（2017至2018年）、2019年歐洲運動會混雙銀牌、2017年世界羽毛球錦標賽季軍；他另曾搭檔蘇格蘭的伊莫金·班克尔獲得2011年世界羽毛球錦標賽混雙亞軍。2021年，克里斯與加布里宣布退役。

## 簡歷

### 早年及出道
克里斯·爱德考克4歲時開始接觸羽毛球運動，起初跟祖父和哥哥在當地的一間俱樂部打球。
2007年3月，克里斯·爱德考克代表英格兰参加德國薩爾蘭弗尔克林根举办的歐洲青年羽毛球錦標賽，在率先进行的团体赛，英格兰队赢得冠军；此外，还与彼得·米尔斯的男双决赛以2比0（21-16、21-15）击败了丹麦的马德斯·皮勒尔·科尔丁/马德斯·康拉德-彼德森，赢得欧锦赛男双冠军，亦是本届的双冠王得主。接着10月，他代表英格兰参加新西蘭奧克蘭举办的世界青年羽毛球錦標賽，在与加布里·怀特的混双决赛以1比2（25-23、20-22、19-21）不敌马来西亚的林钦华/黄惠龄，赢得世青赛亚军。

### 2008年-2010年 国际赛首冠
2008年10月，克里斯·爱德考克与加布里·怀特出战保加利亞羽毛球大獎賽，在混双準决赛以1比2（21-17、16-21、19-21）不敌赛会5号种子、印尼的弗兰·库尔尼亚万·邓/申迪·普斯帕·伊拉瓦蒂。
2009年2月，克里斯·爱德考克与罗伯·布莱尔出战德國羽毛球大獎賽，在男双準决赛以0比2（26-28、16-21）不敌赛会5号种子、韩国强档的李龍大/申白喆。同年8月，他与安德鲁·埃利斯出战碧特博格羽毛球大獎賽，在男双决赛以1比2（21-17、20-22、22-24）惜败于赛会头号种子、印度的鲁佩什·库马尔/萨纳维·托马斯，赢得亚军。同年10月，他与加布里·怀特出战荷蘭羽毛球大獎賽，在混双準决赛以0比2（18-21、14-21）不敌赛会头号种子、俄罗斯的维塔利·杜尔金/尼娜·维斯洛娃。
2010年4月，克里斯·爱德考克代表英格兰参加印度德里举办的英聯邦運動會羽毛球比賽，随队赢得团体赛季军。同年11月，他分别与安德鲁·埃利斯以及苏格兰的伊莫金·班克尔出战蘇格蘭羽毛球國際賽，在男双决赛以1比2（19-21、21-11、15-21）不敌赛会头号种子、队友的马库斯·埃利斯/彼得·米尔斯，赢得亚军；而混双决赛以2比0（21-10、21-12）击败了德国的Till Zander/Gitte Koehler，夺得其首个国际赛冠军。同年12月，他分别与安德鲁·埃利斯以及苏格兰的伊莫金·班克尔出战愛爾蘭羽毛球國際賽。在男双决赛以2比0（21-13、21-16）击败了队友的安东尼·克拉克/克里斯·兰格瑞奇，赢得冠军；而混双决赛以2比0（21-13、21-11）击败了丹麦的克里斯蒂安·约翰·斯科夫高/布莉塔·安德森，赢得冠军。同期12月，他分别与安德鲁·埃利斯以及苏格兰的伊莫金·班克尔出战意大利羽毛球國際賽，在男双準决赛以0比2（17-21、13-21）不敌队友的安东尼·克拉克/克里斯·兰格瑞奇；而混双决赛以2比0（21-14、21-15）击败了跨国组合的（爱沙尼亚：Gert Künka/瑞典：阿曼达·赫格斯特伦）赢得冠军。

### 2011年-2012年 公开赛首冠
2011年3月，克里斯·爱德考克与苏格兰的伊莫金·班克尔出战德國羽毛球黃金大獎賽，在混双準决赛以0比2（17-21、17-21）不敌赛会6号种子、跨国组合的（苏格兰：罗伯·布莱尔/英格兰：加布里·怀特）。同年8月，他與伊莫金·班克尔拍檔參加倫敦舉行的世界羽毛球錦標賽混合雙打比賽，先後擊敗8號種子泰國的颂蓬·阿努里达亚翁/恭差拉·沃拉威七猜恭、15號種子日本的池田信太郎/潮田玲子、4號種子中國的陶嘉明/田卿及2號種子印尼的通托维·艾哈迈德/利利亚纳·纳西尔，以「黑馬」姿態躋身決賽，突破個人最佳成績，惜最終負於賽事頭號種子中國的张楠/赵芸蕾，僅得銀牌。同年11月，他与安德鲁·埃利斯出战碧特博格羽毛球黃金大獎賽，在男双準决赛以0比2（19-21、18-21）不敌泰国的博丁·伊沙拉/玛尼蓬·宗集。
2012年1月，克里斯·爱德考克与苏格兰的伊莫金·班克尔出战瑞典斯德哥爾摩羽毛球國際賽，在混双準决赛以1比2（21-14、13-21、17-21）不敌赛会4号种子、丹麦的马德斯·皮勒尔·科尔丁/茱莉·霍曼。同年3月，他与苏格兰的伊莫金·班克尔出战瑞典斯德哥爾摩羽毛球國際賽，在混双準决赛以1比2（15-21、21-16、13-21）不敌赛会头号种子、印尼强档的通托维·艾哈迈德/利利亚纳·纳西尔。同期3月，他分别与安德鲁·埃利斯以及苏格兰的伊莫金·班克尔出战芬蘭羽毛球公開賽，在男双準决赛以1比2（21-12、19-21、17-21）不敌赛会2号种子、俄罗斯强档的弗拉基米尔·伊万诺夫/伊万·索松诺夫；而混双决赛以2比1（22-24、21-12、21-13）力克丹麦的安德斯·斯考劳普·拉斯姆森/萨拉·蒂格森，赢得冠军。同年4月，他代表英格兰参加瑞典卡爾斯克魯納举办的歐洲羽毛球錦標賽，他分别与安德鲁·埃利斯以及苏格兰的伊莫金·班克尔出战两项双打比赛。在男双準决赛以0比2（11-21、14-21）不敌赛会头号种子、丹麦强档的玛蒂亚斯·鲍伊/卡斯腾·摩根森，赢得季军；而混双準决赛以1比2（17-21、21-17、19-21）不敌赛会7号种子、波兰强档的罗伯特·马特斯亚克/娜蒂斯达·希尔巴，赢得季军。同年10月，他与苏格兰的伊莫金·班克尔出战法國羽毛球超級賽，在混双準决赛以0比2（14-21、19-21）不敌赛会头号种子、中国的徐晨/马晋。同期10月，他与安德鲁·埃利斯出战碧特博格羽毛球黃金大獎賽，在男双準决赛以1比2（21-17、17-21、19-21）不敌赛会2号种子、德国的英格·金德沃克/约翰尼斯·斯科特勒。

### 2013年 超级赛首冠
2013年2月，克里斯·爱德考克与加布里·爱德考克出战德國羽毛球黃金大獎賽，在混双準决赛以1比2（19-21、21-19、19-21）不敌丹麦的安德斯·克里斯蒂安森/茱莉·霍曼。同年3月，他与安德鲁·埃利斯出战瑞士羽毛球黃金大獎賽，在男双準决赛以0比2（19-21、19-21）不敌赛会头号种子、世界第一的高成炫/李龍大。同年4月，他与加布里·怀特出战印度羽毛球超級賽，在混双準决赛以1比2（14-21、21-12、17-21）不敌韩国强档的高成炫/金荷娜。同年6月，他与安德鲁·埃利斯出战泰國羽毛球黃金大獎賽，在男双準决赛以0比2（15-21、16-21）不敌赛会5号种子、韩国强档的申白喆/柳延星。同年8月，他參加中國廣州舉行的世界羽毛球錦標賽，分別與加布里·怀特和安德鲁·埃利斯出戰混合雙打和男子雙打項目。在混雙方面，爱德考克與怀特以16號種子身分出戰，故在首圈輪空，但在第二圈就以0比2（18-21、16-21）不敵中華台北的陳宏麟/程文欣出局；而男雙方面，他與埃利斯在首圈以2-0淘汰荷蘭組合晉級，但在第二圈就以1比2（11-21、21-17、8-21）不敵9號種子、中國的柴飚/张楠出局，同樣止步於第二圈。同年10月，他与加布里·怀特出战碧特博格羽毛球黃金大獎賽，在混双决赛以0比2（19-21、15-21）不敌赛会头号种子、德国强档的麦克·福克斯/比尔吉德·迈克斯，赢得亚军。同年11月，她与加布里·怀特出战香港羽毛球超級賽，在混双决赛击败中国组合，夺得其首个羽球生涯中第一座超级赛混双冠军。

### 2014年 英联邦金牌得主
2014年1月，克里斯·爱德考克与安德鲁·埃利斯出战韓國羽毛球超級賽，在男双準决赛以0比2（11-21、9-21）不敌中国的傅海峰/洪炜。同年3月，他代表英格兰参加俄羅斯喀山举办的歐洲羽毛球錦標賽，与安德鲁·埃利斯的男双準决赛以1比2（16-21、21-19、8-21）不敌赛会4号种子、丹麦的马德斯·康拉德-彼德森/马德斯·皮勒尔·科尔丁，赢得季军。同年7月，他代表英格兰参加苏格兰格拉斯哥举办的英聯邦運動會羽毛球比賽，在率先进行的团体赛，英格兰队赢得亚军；此外，他分别与安德鲁·埃利斯以及加布里·爱德考克出战两项双打比赛。在男双準決賽以0比2（19-21、19-21）不敌马来西亚强档的陳煒𣚦/吴伟申后，在季軍戰直落两局以0比2（17-21、17-21）不敌赛会2号种子、队友的克里斯·兰格瑞奇/彼得·米尔斯，获得第四名；而混双决赛以2比0（21-9、21-12）轻取赛会4号种子、同胞的克里斯·兰格瑞奇/希瑟·奥利弗，赢得英联邦混合双打金牌。同年10月，他与加布里·爱德考克出战法國羽毛球超級賽，在混双决赛以0比2（9-21、16-21）不敌赛会3号种子、印尼强档的通托维·艾哈迈德/利利亚纳·纳西尔，赢得亚军。

### 2015年 总决赛首夺冠军
2015年2月，克里斯·爱德考克与加布里·爱德考克出战德國羽毛球黃金大獎賽，在混双準决赛以0比2（17-21、16-21）不敌赛会头号种子、丹麦强档的约金·费舍尔·尼尔森/克里斯汀娜·彼德森。同年9月，他与加布里·爱德考克出战韓國羽毛球超級賽，在混双準决赛以0比2（9-21、15-21）不敌赛会2号种子、印尼强档的通托维·艾哈迈德/利利亚纳·纳西尔。同年10月，他与加布里·爱德考克出战法國羽毛球超級賽，在混双準决赛以0比2（14-21、11-21）不敌赛会7号种子、韩国强档的高成炫/金荷娜。同年10月，他与加布里·爱德考克出战碧特博格羽毛球黃金大獎賽，在混双决赛以0比2（18-21、17-21）不敌波兰强档的罗伯特·马特斯亚克/娜蒂斯达·希尔巴，赢得亚军。同年12月，他与加布里·爱德考克出战世界羽聯超級系列賽總決賽，在小组赛发挥出色，以头名出线；在準決賽曾以2比0（21-17、22-20）拿下印尼强档的普拉文·乔丹/戴比·苏珊托，之后决赛更是以2比0（21-14、21-17）击败了韩国强档的高成炫/金荷娜，成为了有史以来第一支赢得超羽年终总决赛的英格兰组合。

### 2016年 里约奥运、卫冕失利
2016年3月，克里斯·爱德考克与加布里·爱德考克出战全英羽毛球首要超級賽，在混双準决赛以0比2（13-21、20-22）不敌赛会5号种子、丹麦强档的约金·费舍尔·尼尔森/克里斯汀娜·彼德森。同年8月，他代表英国出戰巴西里約熱內盧舉行的奥林匹克运动会羽毛球比賽混合双打項目，與加布里·爱德考克以6號種子身分出戰。在小組賽階段中，唯有擊敗丹麦的约金·费舍尔·尼尔森/克里斯汀娜·彼德森拿下一次胜利，其后两场分别不敌中国的徐晨/马晋和波兰的罗伯特·马特斯亚克/娜蒂斯达·希尔巴 ，最终未能以小组资格出线。同年10月，他与加布里·爱德考克出战丹麥羽毛球首要超級賽，在混双準决赛以0比2（16-21、18-21）不敌赛会5号种子、丹麦强档的约金·费舍尔·尼尔森/克里斯汀娜·彼德森。

### 2017年-2018年
2017年4月，克里斯·爱德考克代表英格兰参加丹麥科靈举办的歐洲羽毛球錦標賽，与加布里·爱德考克的混双决赛以2比1（21-17、18-21、21-19）力克赛会头号种子、丹麦强档的约金·费舍尔·尼尔森/克里斯汀娜·彼德森，赢得冠军。
2018年4月，克里斯·爱德考克代表英格兰参加澳大利亚昆士蘭州黃金海岸举办的英聯邦運動會羽毛球比賽，在率先进行的团体赛，英格兰队赢得团体赛季军；此外，还与加布里·爱德考克征战混双比赛，在混双决赛以2比1（19-21、21-17、21-16）击败了赛会3号种子、队友的马库斯·埃利斯/劳伦·史密斯，赢得英联邦混合双打金牌。同期4月，他参加西班牙韦尔瓦举办的歐洲羽毛球錦標賽，他与加布里·愛德考克被列为赛会头号种子，在首圈以2比0（21-16、21-10）轻取波兰的帕维尔·斯梅洛夫斯基/马格达莱纳·斯维尔琴斯卡；次圈以2比0（21-17、21-15）横扫丹麦新老组合的约金·费舍尔·尼尔森/亚历山德拉·博尔；八强中直落两局以2比0（21-14、21-18）轻取赛会6号种子、俄罗斯的叶夫根尼·德雷明/叶夫根尼亚·迪莫娃；四强中鏖战三局以2比1（21-17、15-21、25-23）力克赛会5号种子、德国强档的马克·拉姆斯富斯/伊莎贝尔·赫特里克；在决赛激战三局以2比1（21-18、17-21、21-18）拿下赛会2号种子、丹麦强档的马蒂亚斯·克里斯蒂安森/克里斯汀娜·彼德森，赢得欧锦赛混双冠军。同年7月，他与加布里·爱德考克出战泰國羽毛球公開賽，在混双决赛以0比2（12-21、12-21）不敌赛会8号种子、印尼强档的哈菲兹·费萨尔/格罗里亚·埃马努埃莱·维德佳佳，赢得亚军。

## 主要比賽成績

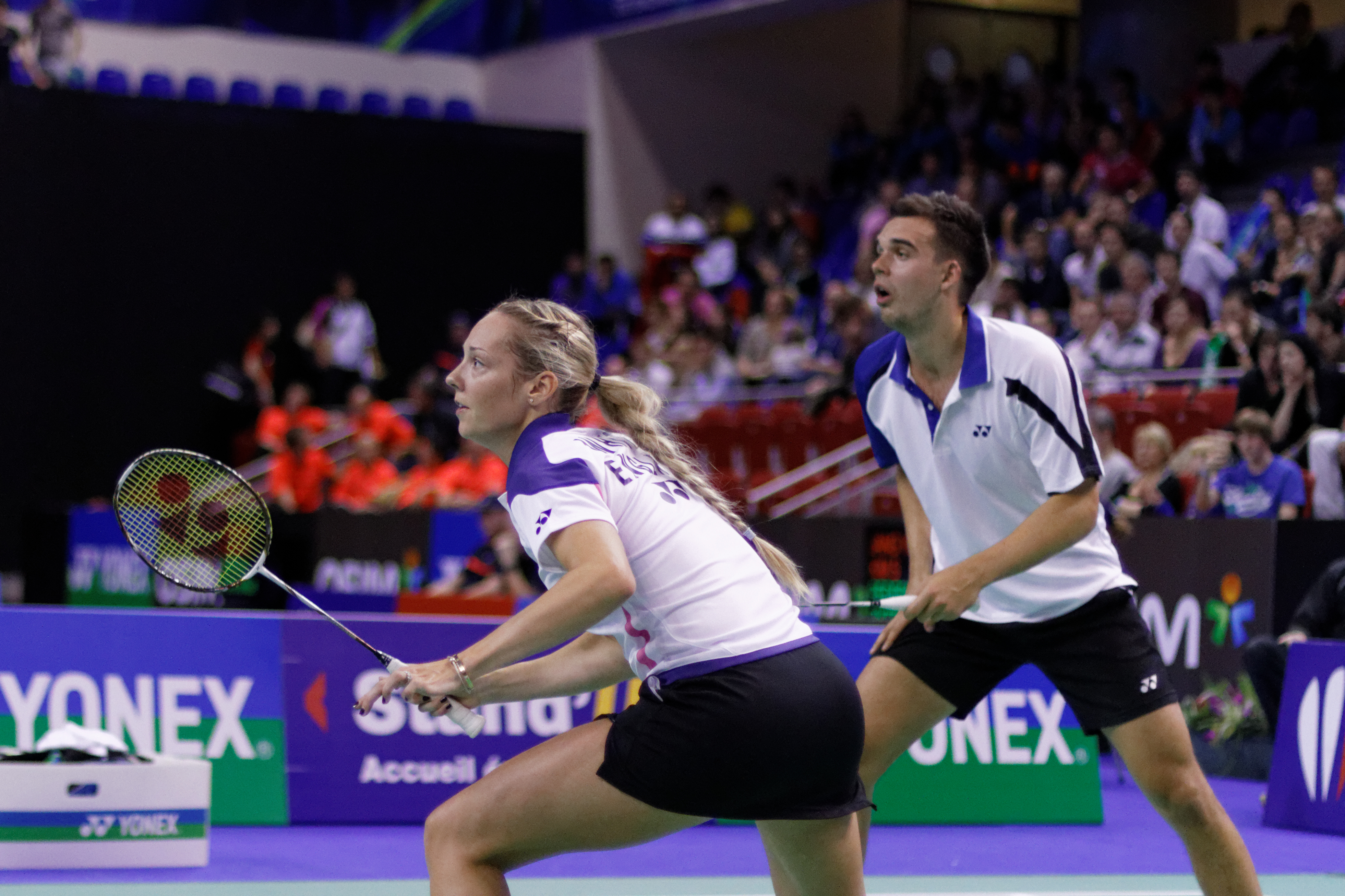
克里斯·爱德考克與混雙搭檔加布里·爱德考克

只列出曾進入準決賽的國際賽事成績：
| 年份   | 賽事                       | 公開賽級別 | 項目     | 拍檔            | 成績   |
| ------ | -------------------------- | ---------- | -------- | --------------- | ------ |
| 2007年 | 歐洲青年羽毛球錦標賽       | 其他       | 混合團體 | －              | 冠軍   |
| 2007年 | 歐洲青年羽毛球錦標賽       | 其他       | 男子雙打 | 彼得·米尔斯     | 冠軍   |
| 2007年 | 世界青年羽毛球錦標賽       | 其他       | 混合雙打 | 加布里·怀特     | 亞軍   |
| 2008年 | 保加利亞羽毛球大獎賽       | 大獎賽     | 混合雙打 | 加布里·怀特     | 準決賽 |
| 2009年 | 德國羽毛球大獎賽           | 大獎賽     | 男子雙打 | 罗伯·布莱尔     | 準決賽 |
| 2009年 | 碧特博格羽毛球大獎賽       | 大獎賽     | 男子雙打 | 安德鲁·埃利斯   | 亞軍   |
| 2009年 | 荷蘭羽毛球大獎賽           | 大獎賽     | 混合雙打 | 加布里·怀特     | 準決賽 |
| 2010年 | 英聯邦運動會羽毛球比賽     | 其他       | 混合團體 | －              | 銅牌   |
| 2010年 | 碧特博格羽毛球黃金大獎賽   | 黃金大獎賽 | 混合雙打 | 伊莫金·班克尔   | 準決賽 |
| 2010年 | 蘇格蘭羽毛球國際賽         | 國際挑戰賽 | 男子雙打 | 安德鲁·埃利斯   | 亞軍   |
| 2010年 | 蘇格蘭羽毛球國際賽         | 國際挑戰賽 | 混合雙打 | 伊莫金·班克尔   | 冠軍   |
| 2010年 | 愛爾蘭羽毛球國際賽         | 國際系列賽 | 男子雙打 | 安德鲁·埃利斯   | 冠軍   |
| 2010年 | 愛爾蘭羽毛球國際賽         | 國際系列賽 | 混合雙打 | 伊莫金·班克尔   | 冠軍   |
| 2010年 | 意大利羽毛球國際賽         | 國際挑戰賽 | 男子雙打 | 安德鲁·埃利斯   | 準決賽 |
| 2010年 | 意大利羽毛球國際賽         | 國際挑戰賽 | 混合雙打 | 伊莫金·班克尔   | 冠軍   |
| 2011年 | 德國羽毛球黃金大獎賽       | 黃金大獎賽 | 混合雙打 | 伊莫金·班克尔   | 準決賽 |
| 2011年 | 世界羽毛球錦標賽           | 其他       | 混合雙打 | 伊莫金·班克尔   | 亞軍   |
| 2011年 | 碧特博格羽毛球黃金大獎賽   | 黃金大獎賽 | 男子雙打 | 安德鲁·埃利斯   | 準決賽 |
| 2012年 | 瑞典斯德哥爾摩羽毛球國際賽 | 國際挑戰賽 | 混合雙打 | 伊莫金·班克尔   | 準決賽 |
| 2012年 | 瑞士羽毛球黃金大獎賽       | 黃金大獎賽 | 混合雙打 | 伊莫金·班克尔   | 準決賽 |
| 2012年 | 芬蘭羽毛球公開賽           | 國際挑戰賽 | 男子雙打 | 安德鲁·埃利斯   | 準決賽 |
| 2012年 | 芬蘭羽毛球公開賽           | 國際挑戰賽 | 混合雙打 | 伊莫金·班克尔   | 冠軍   |
| 2012年 | 歐洲羽毛球錦標賽           | 其他       | 男子雙打 | 安德鲁·埃利斯   | 季軍   |
| 2012年 | 歐洲羽毛球錦標賽           | 其他       | 混合雙打 | 伊莫金·班克尔   | 季軍   |
| 2012年 | 法國羽毛球超級賽           | 超級賽     | 混合雙打 | 伊莫金·班克尔   | 準決賽 |
| 2012年 | 碧特博格羽毛球黃金大獎賽   | 黃金大獎賽 | 男子雙打 | 安德鲁·埃利斯   | 準決賽 |
| 2013年 | 歐洲羽毛球混合團體錦標賽   | 其他       | 混合團體 | －              | 準決賽 |
| 2013年 | 德國羽毛球黃金大獎賽       | 黃金大獎賽 | 混合雙打 | 加布里·怀特     | 準決賽 |
| 2013年 | 瑞士羽毛球黃金大獎賽       | 黃金大獎賽 | 男子雙打 | 安德鲁·埃利斯   | 準決賽 |
| 2013年 | 印度羽毛球超級賽           | 超級賽     | 混合雙打 | 加布里·怀特     | 準決賽 |
| 2013年 | 泰國羽毛球黃金大獎賽       | 黃金大獎賽 | 男子雙打 | 安德鲁·埃利斯   | 準決賽 |
| 2013年 | 法國羽毛球超級賽           | 超級賽     | 混合雙打 | 加布里·怀特     | 準決賽 |
| 2013年 | 碧特博格羽毛球黃金大獎賽   | 黃金大獎賽 | 混合雙打 | 加布里·怀特     | 亞軍   |
| 2013年 | 香港羽毛球超級賽           | 超級賽     | 男子雙打 | 安德鲁·埃利斯   | 準決賽 |
| 2013年 | 香港羽毛球超級賽           | 超級賽     | 混合雙打 | 加布里·怀特     | 冠軍   |
| 2014年 | 韓國羽毛球超級賽           | 超級賽     | 男子雙打 | 安德鲁·埃利斯   | 準決賽 |
| 2014年 | 歐洲男子羽毛球團體錦標賽   | 其他       | 男子團體 | －              | 亞軍   |
| 2014年 | 瑞士羽毛球黃金大獎賽       | 黃金大獎賽 | 混合雙打 | 加布里·爱德考克 | 冠軍   |
| 2014年 | 歐洲羽毛球錦標賽           | 其他       | 男子雙打 | 安德鲁·埃利斯   | 準決賽 |
| 2014年 | 英聯邦運動會羽毛球比賽     | 其他       | 混合團體 | －              | 銀牌   |
| 2014年 | 英聯邦運動會羽毛球比賽     | 其他       | 男子雙打 | 安德鲁·埃利斯   | 第四名 |
| 2014年 | 英聯邦運動會羽毛球比賽     | 其他       | 混合雙打 | 加布里·爱德考克 | 金牌   |
| 2014年 | 法國羽毛球超級賽           | 超級賽     | 混合雙打 | 加布里·爱德考克 | 亞軍   |
| 2014年 | 碧特博格羽毛球黃金大獎賽   | 黃金大獎賽 | 混合雙打 | 加布里·爱德考克 | 準決賽 |
| 2014年 | 香港羽毛球超級賽           | 超級賽     | 混合雙打 | 加布里·爱德考克 | 準決賽 |
| 2014年 | 世界羽聯超級系列賽總決賽   | 首要超級賽 | 混合雙打 | 加布里·爱德考克 | 準決賽 |
| 2015年 | 歐洲羽毛球混合團體錦標賽   | 其他       | 混合團體 | －              | 亞軍   |
| 2015年 | 德國羽毛球黃金大獎賽       | 黃金大獎賽 | 混合雙打 | 加布里·爱德考克 | 準決賽 |
| 2015年 | 韓國羽毛球超級賽           | 超級賽     | 混合雙打 | 加布里·爱德考克 | 準決賽 |
| 2015年 | 法國羽毛球超級賽           | 超級賽     | 混合雙打 | 加布里·爱德考克 | 準決賽 |
| 2015年 | 碧特博格羽毛球黃金大獎賽   | 黃金大獎賽 | 混合雙打 | 加布里·爱德考克 | 亞軍   |
| 2015年 | 世界羽聯超級系列賽總決賽   | 首要超級賽 | 混合雙打 | 加布里·爱德考克 | 冠軍   |
| 2016年 | 全英羽毛球首要超級賽       | 首要超級賽 | 混合雙打 | 加布里·爱德考克 | 準決賽 |
| 2016年 | 丹麥羽毛球首要超級賽       | 首要超級賽 | 混合雙打 | 加布里·爱德考克 | 準決賽 |
| 2016年 | 碧特博格羽毛球黃金大獎賽   | 黃金大獎賽 | 混合雙打 | 加布里·爱德考克 | 亞軍   |
| 2016年 | 世界羽聯超級系列賽總決賽   | 首要超級賽 | 混合雙打 | 加布里·爱德考克 | 亞軍   |
| 2017年 | 歐洲羽毛球混合團體錦標賽   | 其他       | 混合團體 | －              | 季軍   |
| 2017年 | 德國羽毛球黃金大獎賽       | 黃金大獎賽 | 混合雙打 | 加布里·爱德考克 | 準決賽 |
| 2017年 | 全英羽毛球首要超級賽       | 首要超級賽 | 混合雙打 | 加布里·爱德考克 | 準決賽 |
| 2017年 | 印度羽毛球超級賽           | 超級賽     | 混合雙打 | 加布里·爱德考克 | 準決賽 |
| 2017年 | 歐洲羽毛球錦標賽           | 其他       | 混合雙打 | 加布里·爱德考克 | 冠軍   |
| 2017年 | 世界羽毛球錦標賽           | 其他       | 混合雙打 | 加布里·爱德考克 | 季軍   |
| 2018年 | 英聯邦運動會羽毛球比賽     | 其他       | 混合團體 | －              | 銅牌   |
| 2018年 | 英聯邦運動會羽毛球比賽     | 其他       | 混合雙打 | 加布里·爱德考克 | 金牌   |
| 2018年 | 歐洲羽毛球錦標賽           | 其他       | 混合雙打 | 加布里·愛德考克 | 冠軍   |
| 2018年 | 馬來西亞羽球公開賽         | 超級750賽  | 混合雙打 | 加布里·爱德考克 | 準決賽 |
| 2018年 | 泰國羽毛球公開賽           | 超級500賽  | 混合雙打 | 加布里·爱德考克 | 亞軍   |
| 2019年 | 歐洲運動會羽毛球比賽       | 其他       | 混合雙打 | 加布里·爱德考克 | 銀牌   |
| 2019年 | 荷兰羽毛球公开赛           | 超級100賽  | 混合雙打 | 加布里·爱德考克 | 亞軍   |
| 2019年 | 法國羽毛球公开赛           | 超級750賽  | 混合雙打 | 加布里·爱德考克 | 準決賽 |
| 2020年 | 丹麥羽毛球公開賽           | 超級750賽  | 混合雙打 | 加布里·爱德考克 | 亞軍   |

| 2007-2017年 | 首要超級賽 | 超級賽 | 黃金大獎賽 | 大獎賽 | 國際挑戰賽 | 國際系列賽 | 未來系列賽 | 其他 |

| 2018-2026年 | 總決賽 | 超級1000賽 | 超級750賽 | 超級500賽 | 超級300賽 | 超級100賽 | 國際挑戰賽 | 國際系列賽 | 未來系列賽 | 其他 |

### 奧運會和世錦賽參賽紀錄
|          | 搭檔                          | 2009        | 2010 | 2011 | 2012       | 2013 | 2014 | 2015 | 2016       | 2017 | 2018 | 2019 |
| -------- | ----------------------------- | ----------- | ---- | ---- | ---------- | ---- | ---- | ---- | ---------- | ---- | ---- | ---- |
| 男子雙打 | 安德鲁·埃利斯                 | －          | －   | 32強 | －         | 32強 | 32強 | －   | －         | －   | －   | －   |
|          |                               |             |      |      |            |      |      |      |            |      |      |      |
| 混合雙打 | 加布里·爱德考克 / 加布里·怀特 | 48強 (退賽) | 48強 | －   | －         | 32強 | 16強 | 8強  | 小組第三名 | 季軍 | 8強  | 16強 |
| 混合雙打 | 伊莫金·班克尔                 | －          | －   | 亞軍 | 小組第四名 | －   | －   | －   | －         | －   | －   | －   |

## 主要對賽紀錄
克里斯·爱德考克與搭檔的與主要對手的對賽成績如下，截至2019年3月28日：
混雙 - 加布里·爱德考克
| 對手                                 | 對賽次數 | 對賽結果 | 對賽結果 | 總計 |
| 對手                                 | 對賽次數 | 勝       | 負       | 總計 |
| ------------------------------------ | -------- | -------- | -------- | ---- |
| 通托維·艾哈邁德 利利亚纳·纳西尔      | 16       | 6        | 10       | -6   |
| 刘成 包宜鑫                          | 8        | 5        | 3        | +2   |
| 约金·费舍尔·尼尔森 克里斯汀娜·彼德森 | 7        | 2        | 5        | -3   |
| 鲁恺 黄雅琼                          | 6        | 1        | 5        | -4   |
| 罗伯特·马特斯亚克 娜蒂斯达·希尔巴    | 6        | 3        | 3        | 0    |
| 普拉文·乔丹 戴比·苏珊托              | 5        | 5        | 0        | +5   |
| 雅高·阿伦斯 塞莱娜·皮克              | 4        | 4        | 0        | +4   |
| 王懿律 黄东萍                        | 4        | 1        | 3        | -2   |

## 個人生活
2013年9月20日，克里斯·爱德考克與羽毛球運動員及混雙搭檔加布里·怀特結婚。